# Touffailles
Touffailles (okzitanisch Tofalhas) ist eine französische Gemeinde mit 336 Einwohnern (Stand: 1. Januar 2022) im Département Tarn-et-Garonne in der Region Okzitanien (vor 2016: Midi-Pyrénées). Die Gemeinde gehört zum Arrondissement Castelsarrasin und zum Kanton Pays de Serres Sud-Quercy (bis 2015: Kanton Bourg-de-Visa). Die Einwohner werden Touffaillois genannt.

## Geografie
Touffailles liegt etwa 37 Kilometer nordwestlich von Montauban. Umgeben wird Touffailles von den Nachbargemeinden Montaigu-de-Quercy im Norden, Lauzerte im Osten, Montagudet im Südosten, Miramont-de-Quercy im Süden, Fauroux im Südwesten sowie Lacour im Nordwesten.
| Jahr      | 1962 | 1968 | 1975 | 1982 | 1990 | 1999 | 2006 | 2013 |
| --------- | ---- | ---- | ---- | ---- | ---- | ---- | ---- | ---- |
| Einwohner | 441  | 398  | 361  | 361  | 359  | 346  | 371  | 372  |

## Sehenswürdigkeiten
- Kirche Saint-Christophe mit Fresken, Monument historique seit 1991
- Kapelle Saint-Gervais von La Tuque aus dem 15. Jahrhundert

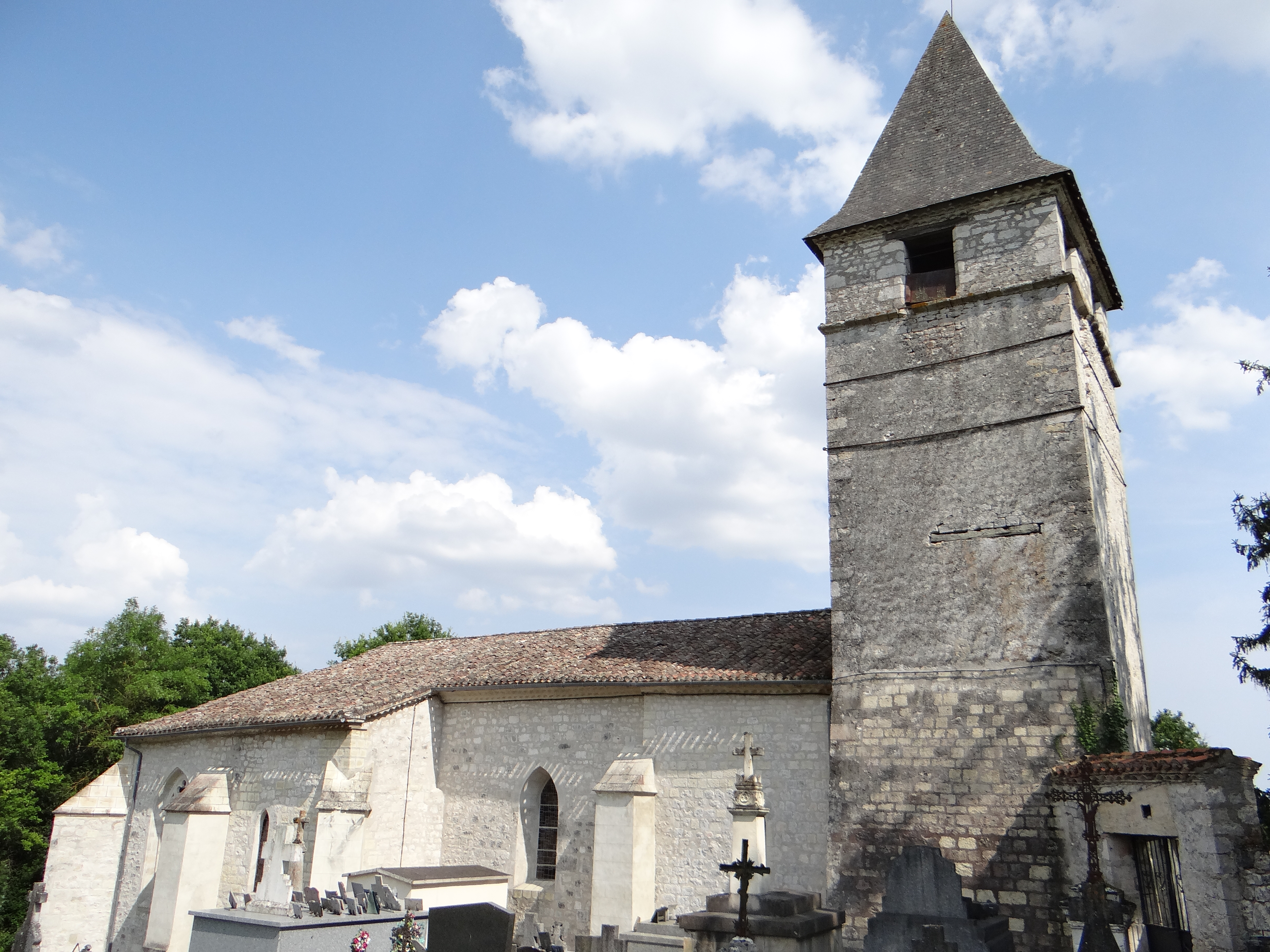
Kirche Saint-Christophe